# ناديجدا إيفستيوخينا
ناديجدا الكسندروفنا إيفستيوكينا (الروسية: Надежда Александровна Евстюхина ؛ ولدت في 27 مايو 1988) هي لاعبة رفع أثقال روسية.
فازت بالميدالية الفضية في بطولة العالم للناشئين 2005 في فئة 69 كغم، والميدالية الذهبية في بطولة العالم للناشئين 2006، شاركت في بطولة العالم لرفع الأثقال لعام 2006 في فئة وزن -75 كجم سيدات وفازت بالميدالية الفضية، فازت بالميدالية البرونزية في فئة 75 كجم بإجمالي 278 كجم في بطولة العالم لرفع الأثقال لعام 2007، كما حصلت في البداية على الميدالية البرونزية في فئة 75 كجم في دورة الألعاب الأولمبية الصيفية 2008، بإجمالي 264 كجم. شاركت في الألعاب الأولمبية الصيفية 2012، لكنها فشلت في انتزاع الوزن الأولي.
في 31 أغسطس 2016 أكدت اللجنة الأولمبية الدولية أن قد تم استبعاده من الألعاب الأولمبية الصيفية 2008 في بكين أدى تحليل عينات من بكين 2008 إلى اختبار إيجابي للمواد المحظورة ديهيدروكلورميثيل تستوستيرون (تورينابول) و إرثروبويتين. نتيجة لذلك تم شطب نتائجها واستبعاد الرياضية وتجريدها من ميداليتها البرونزية.